# Baloň

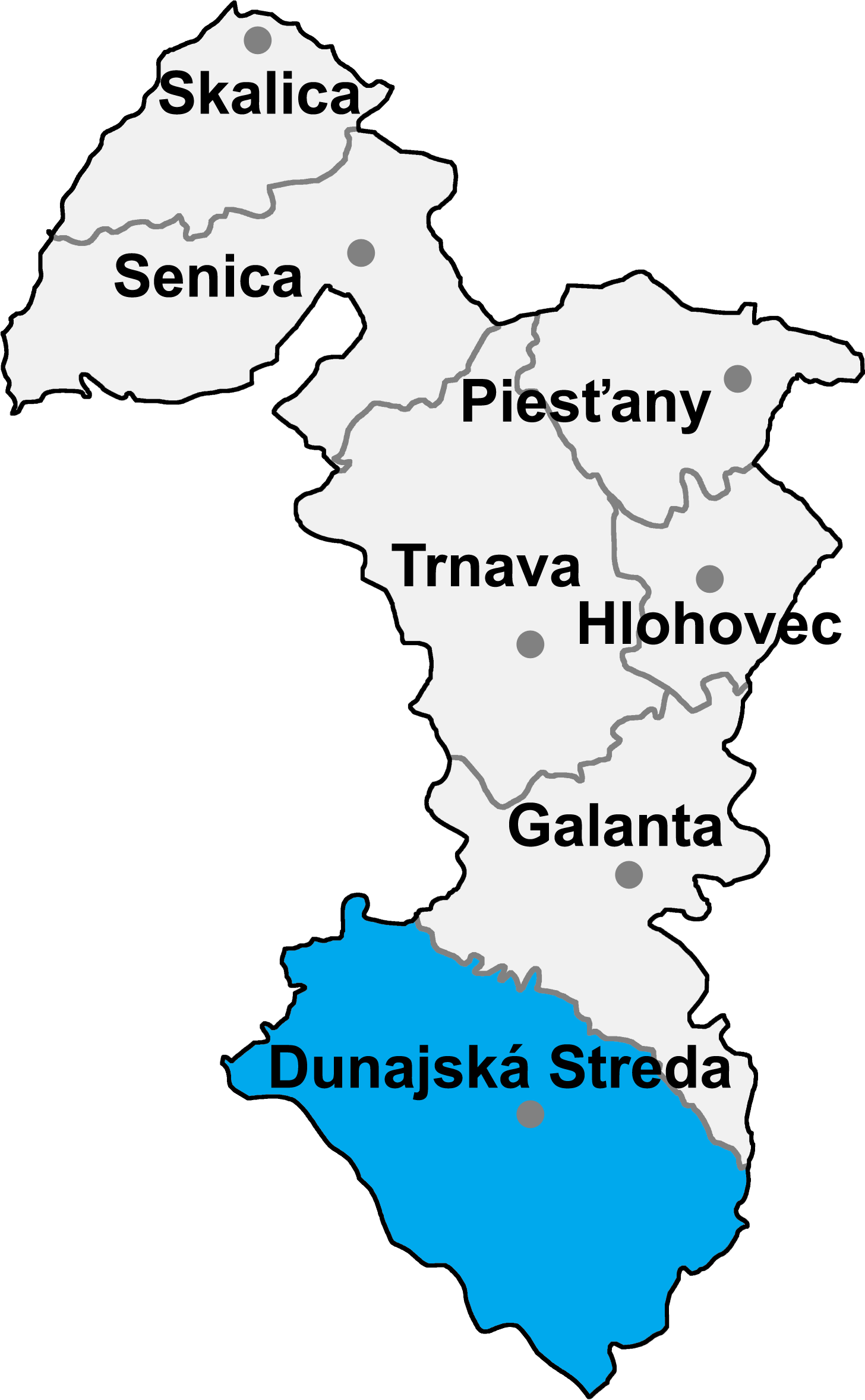
Localização de Dunajská Streda (distrito) na Trnava (região)

O Distrito eslovaco de Baloň  é um dos sessenta e quatro municípios que formam a Distrito de Dunajská Streda, situada em Região de Trnava, Eslováquia.

## Demografia
| Ano:        | 1994 | 2004   | 2014   | 2024   |
| ----------- | ---- | ------ | ------ | ------ |
| Broj ljudi: | 736  | 777    | 745    | 722    |
| Razlika:    |      | +5,57% | -4,11% | -3,08% |

| Ano:               | 2023 | 2024   |
| ------------------ | ---- | ------ |
| Número de pessoas: | 737  | 722    |
| Diferença:         |      | -2,03% |